# صوت‌شناسی آبی
صوت‌شناسی آبی دانش بررسی و استفاده از موج صدا در آب است. صوت‌شناسی آبی از فناوری سونار استفاده می‌کند. صوت‌شناسی آبی بیش از هر زمینه دیگری، برای بررسی ویژگی‌های فیزیکی و زیست‌شناسی زیر آب استفاده می‌شود.

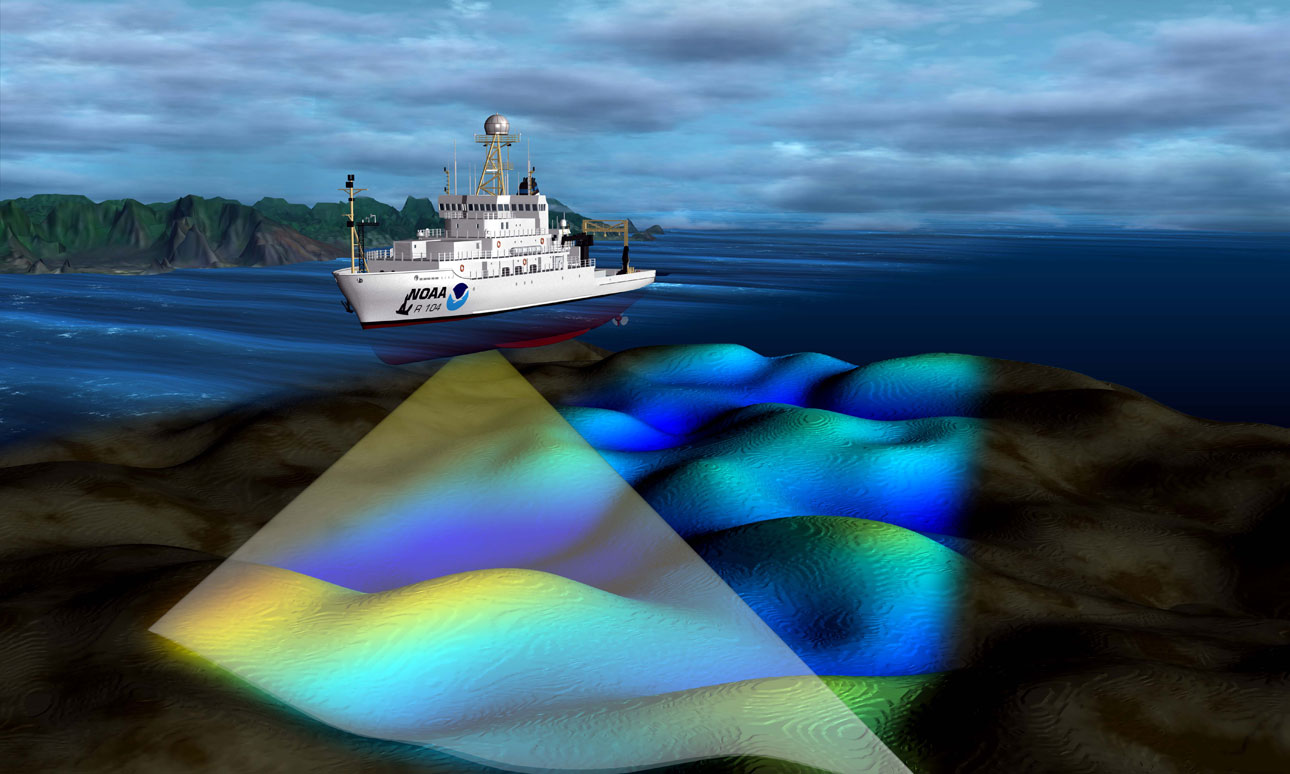
داده‌برداری چند پرتوئی سونار

از صوت‌شناسی آبی می‌توان برای ژرفاسنجی و حضور یا عدم حضور، فزونی، گستردگی، اندازه، و رفتار گیاهان و جانوران زیر آب استفاده کرد. سنجش صوت‌شناسی آبی شامل صوت‌شناسی غیرفعال (گوش دادن به صداها) و صوت‌شناسی فعال (ایجاد یک صدا و گوش دادن به پژواک آن یا «پژواک‌نگاری») می‌شود.
در هنگام استفاده از صوت‌شناسی آبی چند دلیل برای نویز در پرتوهای صوتی به خاطر حرکت کشتی وجود دارند. این نویزها می‌توانند بر اثر پیش‌ران، دستگاه‌های درون کشتی، و حرکت تنه کشتی در آب باشند. اهمیت نسبی این سه عامل بسته به نوع کشتی به چیزهای دیگری بستگی دارد. یکی از دلایل اصلی این نویزهای صوت‌شناسی آبی، بر اثر به زیر آب رفتن همه سطوح بالاتر از سطح آب، جریان آشفته جدا شده ناپایدار در نزدیکی سطح لبه فرار است که نوسان‌های فشاری بر روی تنه کشتی و نوسان‌های ناپایدار دنباله اثر کشتی، تولید می‌کند. حرکت نسبی بین تنه کشتی و دریا باعث پیدایش لایه مرزی آشفته می‌شود که تنه کشتی را در بر می‌گیرد. نویز، با نوسان سرعت و میدان‌های فشار مرتبط با لایه مرزی آشفته پدید می‌آید.

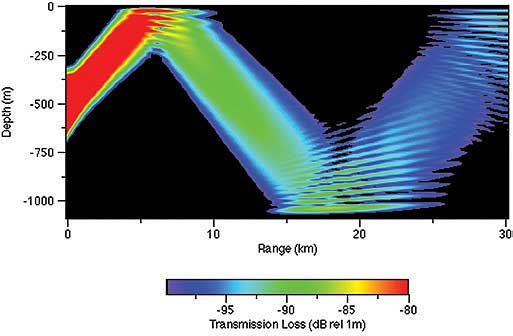
شبیه‌سازی آکوستیک در محیط دریا برای برداشته داده‌های لازم برای عملیات دریایی. پرتو صدا پس از خروج از منبع آکوستیک فعال به سطح آب خورده و با از دست دادن انرژی، با زاویه به درون آب باز می‌گردند. سپس پس از خوردن به کف دریا دوباره با زاویه به سوی سطح آب، بالا می‌روند.

## کاربردهای ویژه
- سامانه حسگر آرایه طناب‌کش نظارتی
- داده‌برداری صوتی غیرفعال
- نمایه جریان داپلر صوتی (برای اندازه‌گیری سرعت آب)
- صوت‌شناسی شیلات
- دوربین صوتی